# Nissan Figaro
O Figaro é um carro fabricado pela Nissan exclusivamente para o mercado japonês, apesar de ser exclusivamente do mercado japonês o Figaro se tornou popular no Reino Unido. Sua aparência traz uma lembrança aos modelos Datsun Fairlady da década de 1960.